# کیخنان
کیخنان، روستایی از توابع بخش کوهین شهرستان قزوین در استان قزوین
این روستا در دهستان ایلات قاقازان شرقی قرار دارد و براساس سرشماری مرکز آمار ایران در سال ۱۳۸۵، جمعیت آن ۴۳۵ نفر (۹۲خانوار) بوده‌است.مردم این روستا به زبان ترکی آذربایجانی سخن میگویند و عمده محصولات آن گندم،جو،عدس و نخود است.روستای کیخنان در بیست و شش کیلومتری جاده قزوین-رشت قرار دارد.
دهیار این روستا حسین باقری میباشد .
این روستا دارای مدرسه ابتدایی و مسجد و نانوایی و خانه بهداشت و حسینیه 
میباشد . 